# Nima Nourizadeh
Nima Nourizadeh est un réalisateur britannique d'origine iranienne, né le 12 novembre 1977 à Londres.
Sa carrière dans le cinéma débute avec la réalisation du film d'humour noir, Projet X, en 2012. Avant de réaliser ce film, il avait réalisé des clips pour Dizzee Rascal, Pink Grease, Franz Ferdinand, Bat for Lashes, Santigold, Hot Chip et Lily Allen. Il avait aussi réalisé des publicités pour Adidas. Il est le fils de l'homme politique Alireza Nourizadeh (en).

## Filmographie
- 2012 : Projet X
- 2015 : American Ultra
- 2024 : The Gentlemen (série TV) - 2 épisodes